# La duquesa de Benamejí

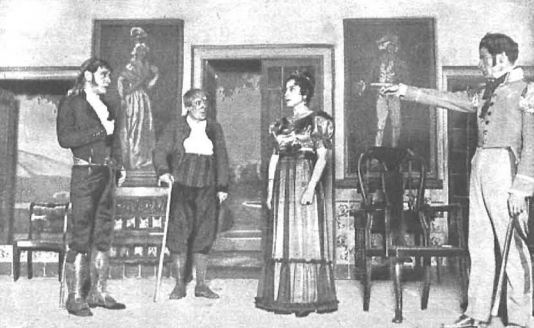
Imagen del estreno en 1932

La duquesa de Benamejí es una obra de teatro en tres actos y en verso, escrita por Manuel y Antonio Machado y estrenada en 1932.

## Argumento
A principios del siglo XIX, bajo la ocupación de las tropas napoleónicas, Lorenzo Gallardo es un bandolero respetado por el pueblo en la sierra cordobesa. Lorenzo, perseguido por los ejércitos enemigos, se refugia en el caserón de Reyes, duquesa de Benamejí, a la que salvó años antes de una situación peligrosa. Reyes lo protege y ambos acaban enamorándose. Pero la pareja es víctima de los celos de una gitana enamorada también de Lorenzo, que apuñala a muerte a la duquesa.

## Estreno
- Teatro Español, Madrid, 26 de marzo de 1932.
  - Dirección: Cipriano Rivas Cherif.
  - Intérpretes: Margarita Xirgu (Reyes), Alfonso Muñoz (Lorenzo), Enrique Diosdado, María Ángela del Olmo, Pedro López Lagar, Alberto Contreras,  Mimí Muñoz, Miguel Ortín.

## Versión cinematográfica
Una película homónima fue estrenada en 1949, con dirección de Luis Lucia y protagonizada por Jorge Mistral y Amparo Rivelles.